# ریوهی یوشیهاما
ریوهی یوشیهاما (انگلیسی: Ryohei Yoshihama؛ زادهٔ ۲۴ اکتبر ۱۹۹۲) بازیکن فوتبال اهل ژاپن است.